# Dominikus Zimmermann
Dominikus Zimmermann (ur. 30 czerwca 1685 w Gaispoint koło Wessobrunn; zm. 16 listopada 1766 w Wies koło Steingaden) – bawarski architekt i sztukator, jeden z najznamienitszych przedstawicieli rokoko w Niemczech. 

## Życie
Dominikus Zimmermann pochodził z artystycznej rodziny sztukatorów tworzących tzw. Szkołę Wessobruńską (niem. Wessobrunner Schule). Z początku pracował jako sztukator, później jako niezależny budowniczy w Landsbergu nad Lechem, gdzie w latach 1748-53 piastował urząd burmistrza. Często współpracował z bratem, malarzem i sztukatorem Johannem Zimmermannem.

## Prace

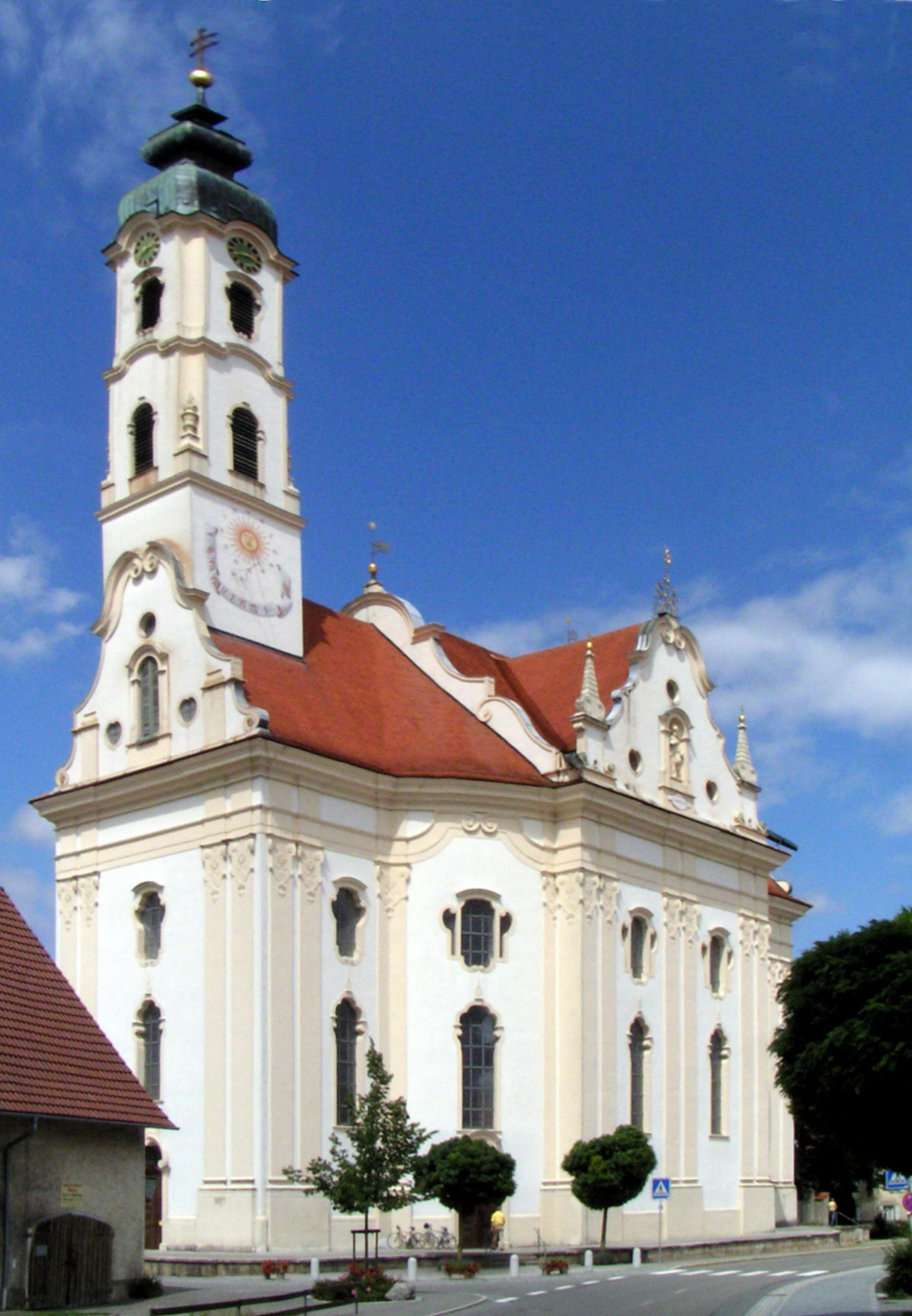
Kościół pielgrzymkowy w Steinhausen

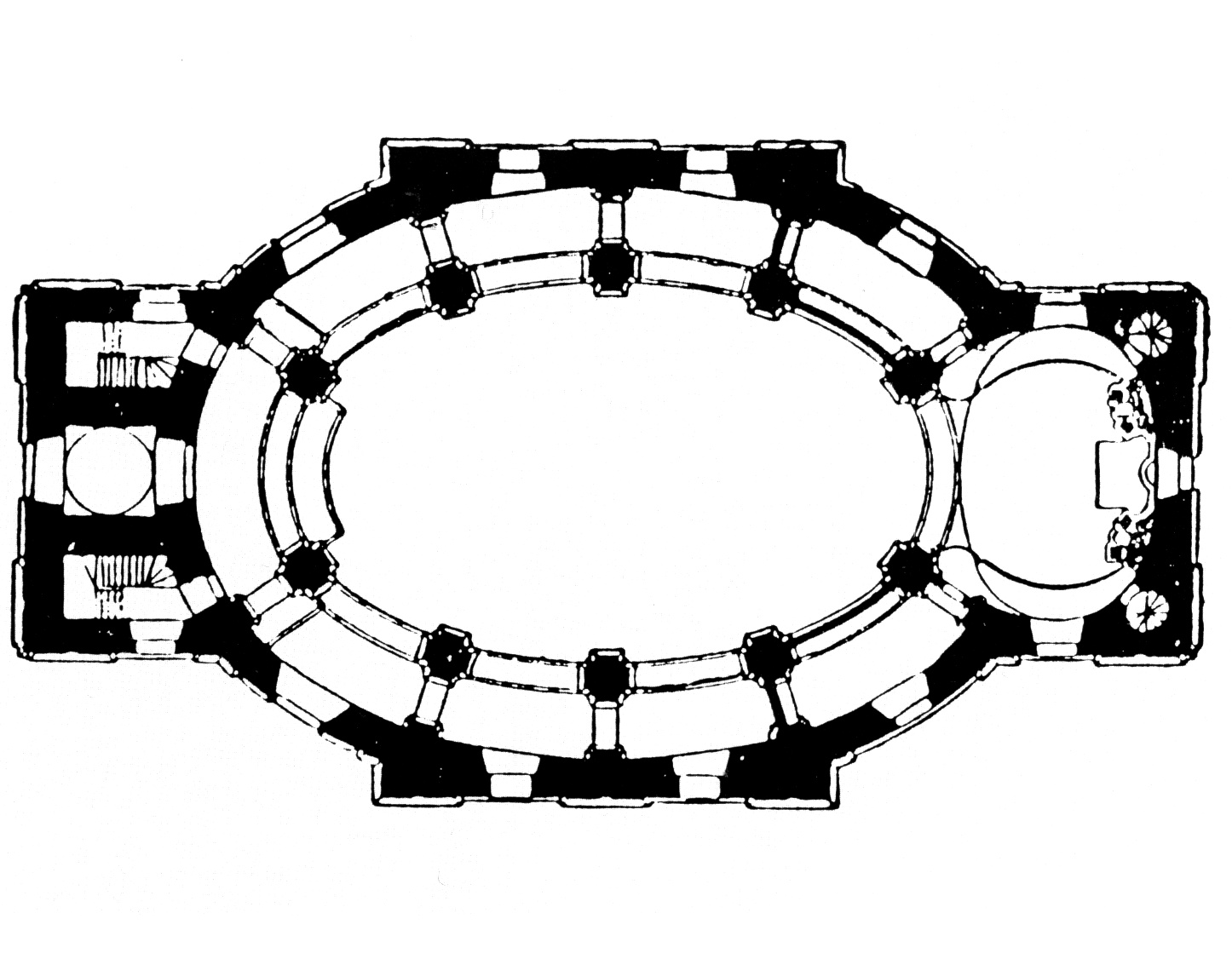
Plan kościoła w Steinhausen

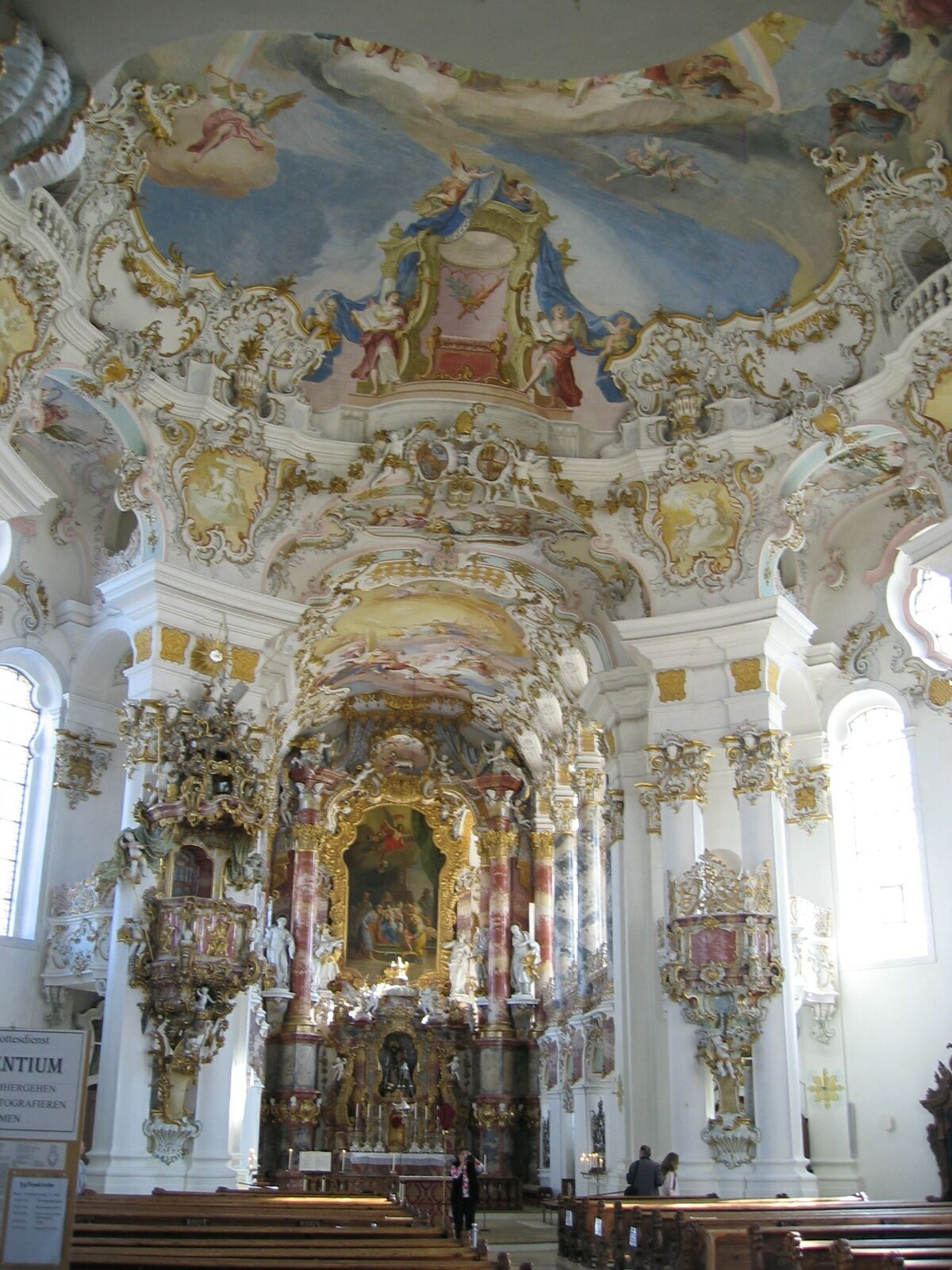
Kościół pielgrzymkowy w Wies, ołtarz główny

- Sześć ołtarzy marmurowych dla opactwa benedyktyńskiego w Fischingen (Turgowia w Szwajcarii) (1708-09).
- Sztukaterie w kaplicy NMP w Buxheim w Szwabii (1709).
- Wnętrze kościoła Kartuzów w Buxheim (1711-12) – pierwsze dzieło we współpracy z bratem Johannem Zimmermannem.
- Kościół klasztoru franciszkanów w Mödingen, powiat Dillingen an der Donau (1721) – pierwszy projekt architektoniczny.
- Kościół klasztoru dominikanów w Bad Wörishofen (powiat Unterallgäu) (1722-23).
- Stary Ratusz (1719) oraz kościół św. Jana (1752) w Landsbergu nad Lechem.
- Kościół pielgrzymkowy w Steinhausen koło Bad Schussenried (1728-33), jedna z głównym atrakcji szlaku barokowego Górnej Szwabii (niem. Oberschwäbische Barockstraße).
- Kościół Mariacki w Günzburgu (1735-40).
- Kościół pielgrzymkowy w Wies koło Steingaden (1745-54), wpisany w 1983 na listę dziedzictwa kulturowego UNESCO.
- Kościół pielgrzymkowy św. Albana w Görwangs (gmina Aitrang, powiat Ostallgäu).

## Znaczenie
Sztuka architektoniczna Zimmermanna jest w dużej mierze inspirowana tzw. Vorarlberger Bauschule. Architektury Dominikus uczył się najprawdopodobniej od Johanna Jakuba Herkomera w Füssen. Poznał również tradycje mistrzów szwajcarskiej Vorarlberger Bauschule (Auer Lehrgänge). Rozwinął styl Vorarlberger Bauschule, w unikatowy sposób łącząc ornament z formą architektoniczną. Kościoły Zimmermanna wznoszone były na planie elipsy, a ich wnętrza bogato zdobione freskami i sztukateriami. Kolumny dotychczas spełniające funkcje konstrukcyjne, stały się ważnymi elementami dekoracyjnymi.
Styl Zimmermanna wywarł ogromny wpływ na prace licznych budowniczych w Górnej Szwabii, m.in. Dossenbergerów i Jakuba Emele.